# 科尔内利亚诺劳登塞
科尔内利亚诺劳登塞（義大利語：Cornegliano Laudense），是意大利洛迪省的一个市镇。总面积5平方公里，人口2887人，人口密度577.4人/平方公里（2009年）。ISTAT代码为098021。